# Partula langfordi
Partula langfordi é uma espécie de gastrópode da família Partulidae.
É endémica das Marianas Setentrionais.